# Piper griseum
Piper griseum är en pepparväxtart som beskrevs av C. Dc.. Piper griseum ingår i släktet Piper och familjen pepparväxter. Inga underarter finns listade i Catalogue of Life.